# ニーデルンベルク
ニーデルンベルク (ドイツ語: Niedernberg) はドイツ連邦共和国バイエルン州ミルテンベルク郡に属す町村（以下、本項では便宜上「町」と記述する）。

## 地理

### 位置
ニーデルンベルクは、フランクフルト・アム・マインの南東約50kmに位置し、約10km北にアシャッフェンブルクがある。この町はミルテンベルク郡で最も北にある町で東西を丘陵に挟まれたマイン川に面している。

### 自然環境

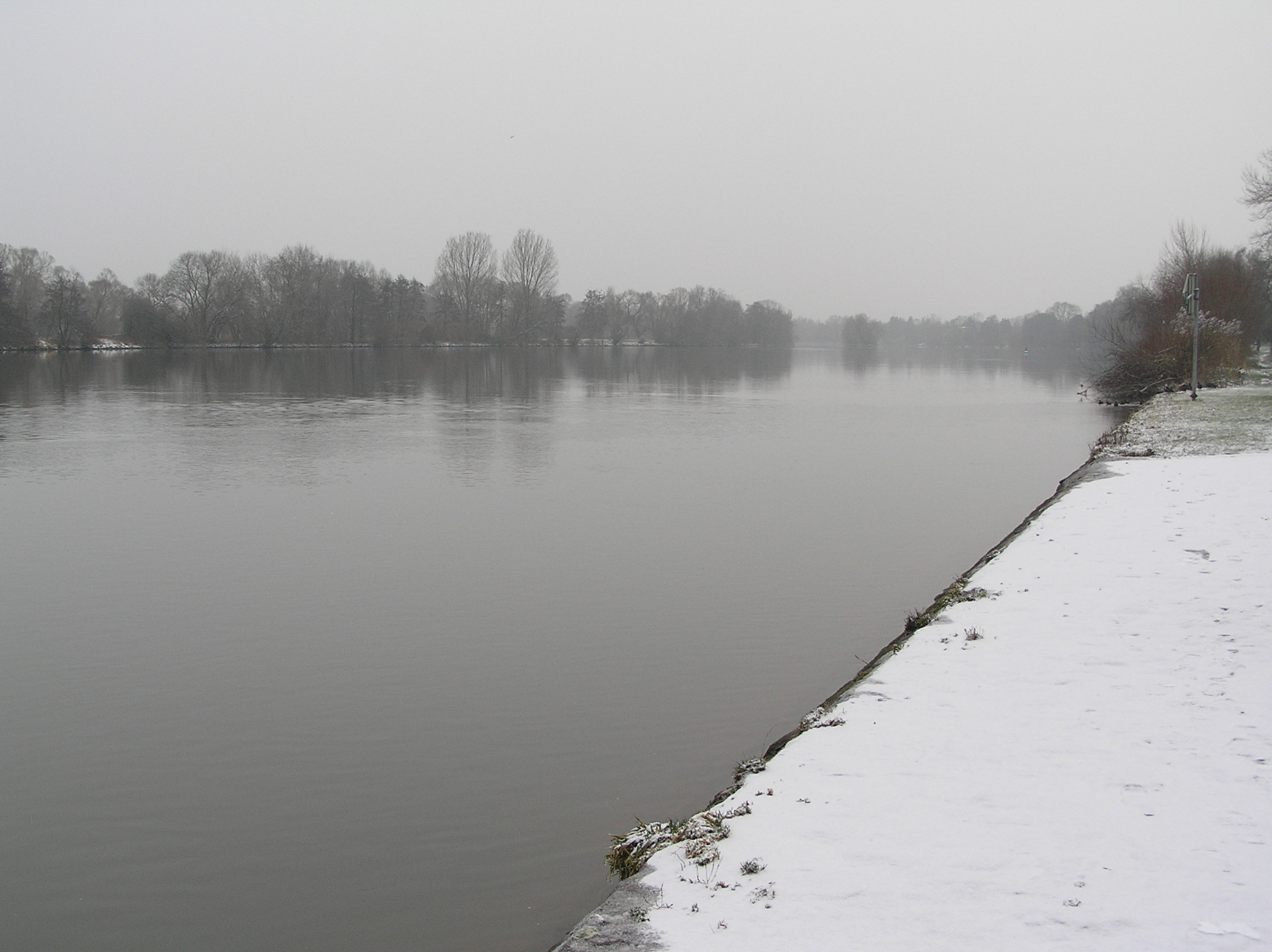
ニーデルンベルク付近のマイン川

その地理的な位置から、ニーデルンベルクは昔から冬に発生する洪水と戦ってきた。特にマイン川に近い地域はしばしばその巻き添えになってきた。氷の流出を伴った洪水は特に危険であるため、1559年に町の防衛施設の南東角に氷避けのガードが建設されたが、期待された効果は得られなかった。これまでニーデルンベルクを襲った最もひどい洪水は、1784年2月の雪解け期に起こったもので、通常から10mも高い水位となった。この洪水では、船や小屋が流され、家畜小屋の中には家畜を繋いだまま流されたものもあった。

### 町域の広がり
町域は主に西に向かって拡大した。北は洪水調整池、東はマイン川、南は湖沼地域となっており、拡大の余地がないためである。とはいえ、西側にも限界があり、連邦道B469号線がその境界線となっている。

### 隣接する市町村
この町は北から時計回りに以下の町村と境を接する: アシャッフェンブルク（郡独立市）、ズルツバッハ・アム・マイン、グロースヴァルシュタット、メムリンゲン（以上、ミルテンベルク郡）、グロースオストハイム（アシャッフェンブルク郡）

### 自治体の構成
この町は、公式にはニーデルンベルク地区単独で構成されるが、事実上4つの部分に分けられる。
オルツケルン（中心地区）には大変に古く、愛情込めて手入れされた木組み建築が見られる。この地区にはこの他に、聖キリアクス教会、町役場、2つの銀行、2004年に修復された15世紀の町の防衛施設、本課程学校、聖キリアクス幼稚園がある。
ネルトリヒ・ノイバウゲビート（北部新設住宅地域）には多くの町営の住宅地や広場がある。この住宅地のさらに北側には、新しい墓地、建築資材置き場、汚水処理場がある。
ゲビート・ターフェル（ターフェル地区）は、ターフェル産業地区、4つの街区からなるターフェルエッカー住宅地、水道塔がある。また、基礎課程学校、ゾンネンシャイン幼稚園、「ムジクム」と呼ばれるニーデルンベルク・ムジークコルプスのクラブハウスなどがある。
ゼーンゲビート（湖水地区）は、かつての町長の名にちなんだ「ハンス・ヘルマン・ハレ」の南に広がる。ここには「ゼーホテル」、2005年に一般開放された水浴場「ホーニッシュビーチ」と別荘地がある。この他、この地区は3つの湖からなっている。ジルバー湖、ズルフ湖、アングラー湖である。

### 気候
年間平均気温が 9℃を超えるニーデルンベルクはドイツで最も暖かい町の一つである。シュペッサルトとオーデンヴァルトといういずれも森の豊かな山地に護られた地形がその要因である。

## 歴史
ニーデルンベルクに人が住んでいたことを示す最も古い出土品は新石器時代に遡る。この地の大きな変化は、紀元前から紀元後に変わる頃にローマ人支配とともに訪れた。紀元1世紀にローマ帝国はマイン川までを版図に収めた。帝国国境の防衛のために、戦略上重要な地点に築かれた城にローマ兵が駐留するようになったのである。
ニーデルンベルクの起源は、帝国の東国境であるナッセン・リーメス沿いに83年から150年の間に築かれたこうしたローマ時代の城にある。144×135mの大きさのこの城は、東側すなわちマイン川に向いて建っている。しかし、町の中心部の平面図は道路の道程に基づいており、ハウプトシュトラーセ（本通り）とキルヒガッセ（教会通り）はかつての戦略道路にあたる。ニーデルンベルクは、北イタリアおよびスペインで徴兵された約300人の屈強な部隊 Cohors I Ligurum et Hispanorum の駐屯地であった。

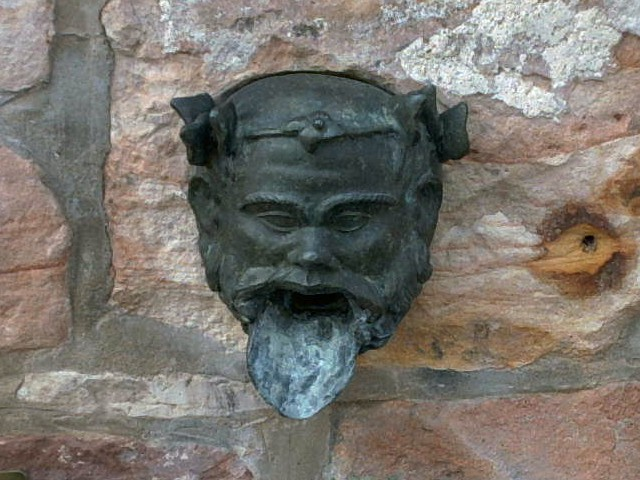
吐水口のマスク

Marcellussteinや1963年に発掘された墓地跡といった興味深い遺跡がニーデルンベルクに配備されたローマ人達の生活に関する情報を与えてくれている。1964年には本通りの工事現場から青銅製の吐水口用マスクが発見された。これは、この種のものとしては、アルプスの北側で発見された唯一のものである。このマスクは現在、アシャッフェン博物館の目玉展示品となっている。
ニーデルンベルクの最初の文献記録は1095年のものである。Diemar von Niderenburc が、ベルクシュトラーセ沿いのロルシュ修道院に、その娘修道院にあたるシュタインバッハ修道院の維持のためにプフングシュタットの所領から半フーフェの土地を贈ったというものである。
1340年にはすでにニーデルンベルク礼拝堂が造られており、この礼拝堂から現在の教区教会である聖キリアクス教会に発展したというのが一般的な説である。1461年に建設されたこの教会の塔と内陣が現在も遺されている。1897年に司祭ゾイベルトによって増改築がなされ、1931年にも行われた。教会の塔の南側には、1822年にここに埋め込まれた参審員ミヒャエル・グロースの墓碑がある。彼は三十年戦争の際に、持ち前の勇気でニーデルンベルクをスウェーデン軍による破壊から救ったという伝説を持つ人物である。
現在の町域の北西部、いわゆる「タンネンヴェルトヒェン」は、中世後期にはツェント・バッハガウの刑場で、ニーデルンベルクに属していた。ツェントの裁判所自体はグロースオストハイムに属しており、罪人は刑場への最後の道程へ歩みを踏み出したのである。
19世紀までニーデルンベルクは堅固な防御壁で囲まれていた。この壁は現在のトゥルムガッセ（塔通り）沿いにあり、裏壁の一部が現在も保存されている。この壁は、しかし住民達を兵隊から護り通すことはできなかった。三十年戦争時には人口はそれ以前の1/10にまで減少した。
19世紀には、住宅難、度重なる凶作、社会的苦境から、多くの人が故郷を捨て、アメリカ合衆国に移住した。この世紀の終わりになってアシャッフェンブルクとその周辺地区に男性衣料品を製造する工場が造られ、経済が回復した。
教会については、ニーデルンベルクは8世紀初めから1803年の世俗化までマインツ大司教区に属した。その後、1820年までは、カール・テオドール・フォン・ダールベルクとともにレーゲンスブルク司教区に属した。1821年になって初めてニーデルンベルクはヴュルツブルク司教区に属すこととなった。
何世紀もの間、ニーデルンベルクは大きな通商路から遠く離れた、鄙びた場所であった。シュペッサルトとオーデンヴァルトに挟まれたこの辺りでは1994年にマイン川の水運が閉鎖された。この頃にはニーデルンベルクは構造的に大きく変化し、元々の牧歌的な農村の風情はほとんど残っていなかった。ライン＝マイン地区のアウトバーンのインターチェンジにアクセスが良いことから大規模な工業地域や産業地域が用意された。2001年に完成したマイン川の橋が南部の町境付近への企業進出を助長している。実際に、電子企業、コンピュータ企業やセメント加工業者が進出している。
ニーデルンベルクは、その反動を 2002年の M+S Elektronik AG 倒産という形で被った。これにより合計1800人が失職し、ニーデルンベルクだけでも600人の職場が失われた。この突然の解雇通告に対し活動的な専門家が異議を唱え、大規模なメディアを巻き込んだ騒動となった。WDRは "Bankgeheimnisse"（『銀行の守秘事項』）というタイトルでルポルタージュを作成し、この番組はドイツで現在まで何度も放送されている。
ニーデルンベルクでは住宅地ターフェルエッカーが4つの区画に分けて造成されつつある。ここは200人の住人の住居となる予定である。最初の造成区画は完成しており、予想外の需要を示した。

### 宗教

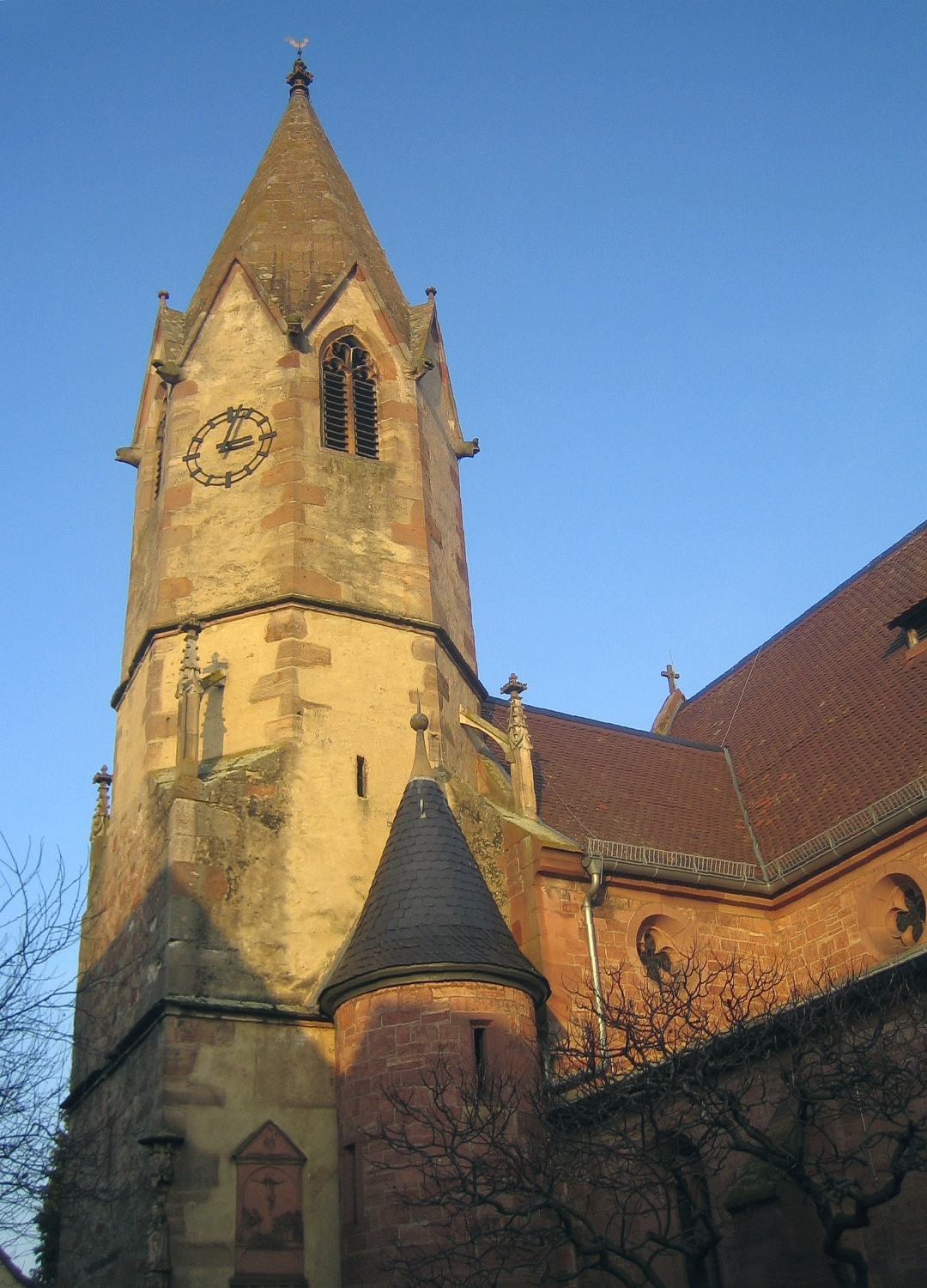
聖キリアクス教会

ニーデルンベルクの人口の70%がカトリック信者であり、聖キリアクス教会に属している。1999年からニーデルンベルクにある福音派自由教会のクリストゥス教会は特に週末や教会祭に宗派にこだわらず人を集めている。最も近いプロテスタント教会は、グロースオストハイムにある聖シュテファヌス教会である。

## 行政

### 議会
ニーデルンベルクの町議会は16議席からなる。2008年の町議会議員選挙の投票率は56.97%であった。

### 町長
ニーデルンベルクの町長は、2000年からユルゲン・ラインハルト (CSU) が務めている。

### 紋章
ニーデルンベルクの町の紋章は、1959年8月3日に発効した。
この町の紋章は赤地に、胸壁のある金の楼門。その開口部アーチの中には、浮かぶ銀のマインツの輪が描かれている。この紋章の草案はミュンヘンのメルツバッハー博士によって作成された。
この紋章の意味する内容は以下のように解説される。ニーデルンベルクの起源がローマ時代の城に由来することを胸壁を戴いた城門で表現した。また、1292年にはすでにマインツ領に帰属していたことが証明されており、マインツの輪はこれを示している。

### 姉妹都市

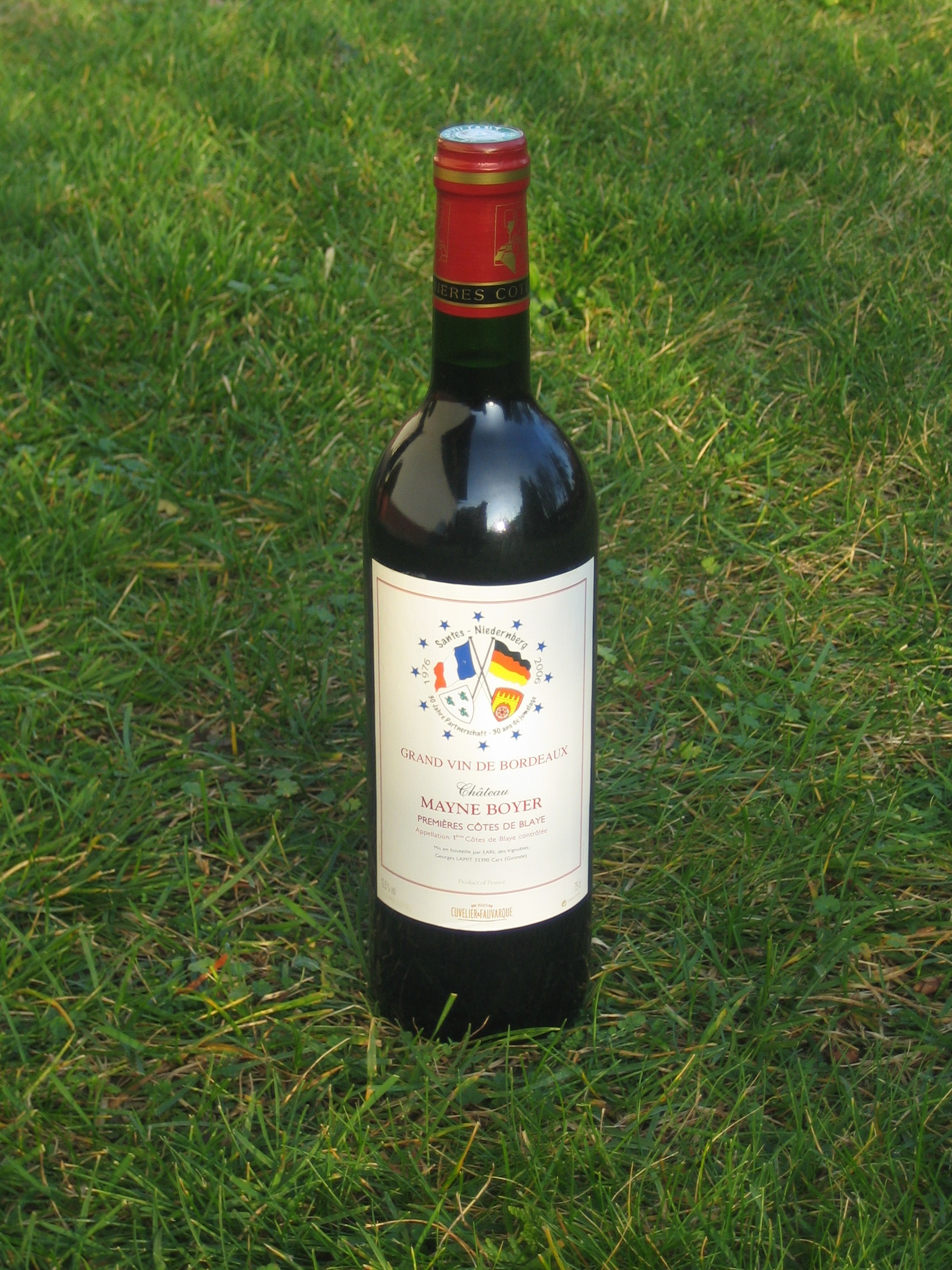
姉妹都市提携30周年記念ワイン

- サンテ （フランス、ノール県）1975年

北フランスに位置するサンテとニーデルンベルクは、スポーツ交流から1696年に友好協定を締結に発展し、これが1975年5月3日の姉妹都市協定へと結びついた。両自治体はこうしたやり方で国際協調に寄与する役割を果たしている。
その後両者は安定した協調関係を築いており、1979年からは毎年、580km離れた両者間での交換留学制度を設けている。

## 文化と見所

### 演劇
演劇グループ「ディ・ブレヒカッツェン」は1988年から毎年秋に新作の発表を行う。観客の大変に好意的な反応は、多くの週末公演が完売となり、ニーデルンベルクの外へも公演に出かけるといった現在の状況をもたらした。

### 博物館
ニーデルンベルクには博物館がないのだが、歴史クラブはニーデルンベルクとその周辺地区の発展過程を紹介する歴史博物館の計画を実現に向けて長年にわたって努力している。

### 観光
自然、観光、スポーツ、レクリエーションの施設が多くあるにもかかわらず、ニーデルンベルクは観光の町にはなっていない。2003年の夏半期にニーデルンベルクには7,115人の宿泊客があったが、その多くはビジネス客によるものであった。このため、平均滞在日数は比較的短く1.4日であった。

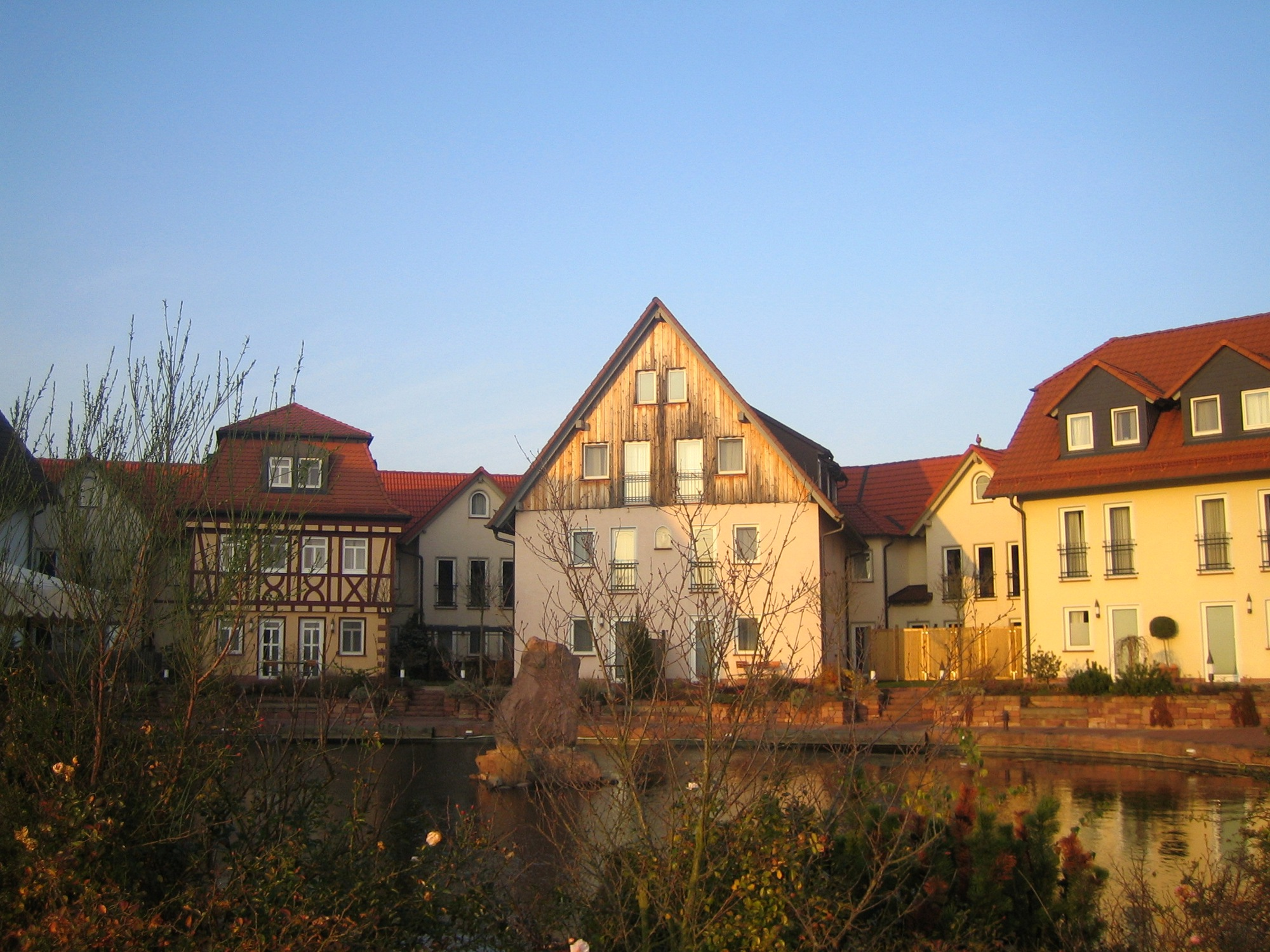
ゼーホテル

ニーデルンベルクの宿泊施設としては「ゼーホテル」や、カフェを併設し多くの客室を有するメッツゲライ・ラインハルトがある。
商工会の状況報告によれば、ニーデルンベルクのゼーンプラッテの一部を休暇・保養地とし、ニーデルンベルクの観光活性化にプラスの効果を及ぼそうという計画が実現されつつある。
また、連邦道B469号線の西側、グロースオストハイムとニーデルンベルクの間にゴルフ場が建設中である。ゴルフ場の大半はニーデルンベルクの町域に属し、一部はグロースオストハイムに属す。

### 音楽
合唱サークル「アイニヒカイト」は様々な栄養を獲得し、合唱コンクールでは常に優秀な成績を収めており、大きな名声を得ている。しかし後継者不足から、現代の曲、時には英語作品も演奏する新たな合唱団「ヴィア・ノヴァ」を設立して新しい道を切り開こうと試みた。しかし、2005年にこの2つの合唱団は別の運営上の問題から「ヴィア・ノヴァ・アイニヒカイト」として統合された。1985年からゴスマンスドルフ（オクゼンフルトの市区）の音楽サークルと親善交流を行っている。

### 建築
現存する最も古い部分は1461年に遡る聖キリアクス教会は現在でもニーデルンベルクのカトリック教会の教会堂である。砂岩製の聖母像を有する1461年建造の塔（聖母像も同じ年の作品である）と「旧内陣」はゴシック様式に基づくライン様式という同じ様式で建造されている。
1988年に完成したハンス・ヘルマン・ハレは多くのスポーツ・クラブにトレーニングや試合に利用されている。コンサート、大きな催し、私的な式典は、主に週末に開催されている。2005年にこの多目的ホールは大規模な改修がなされた。かつては斬新さを称賛されたこの建築から、水漏れや、安全とは言えない天井構成といった重大な欠陥が見つかったためである。

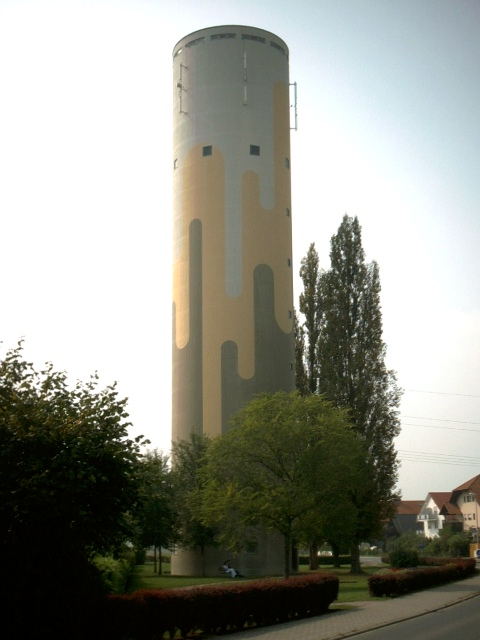
ニーデルンベルクの水道塔「ランガー・アダム」

ニーデルンベルクの象徴的建造物として挙げられるのが、1958年に建設された水道塔「ランガー・アダム」（当時の町長アダム・クレメントにちなむあだ名）である。1820年代までニーデルンベルクでは7つのつるべ式井戸が使われており、1834年にポンプ式井戸に改良された。1859年には乾燥した夏にしばしば起こる水不足を解消するために井戸を深く掘り下げることが町議会で決議されている。しかし1928年からマイン川の運河化がなされると地下水が上昇し、井戸水が腐敗するようになった。近隣市町村で共同の上水道システムを設けて安全性を保とうという計画は第二次世界大戦の勃発により実現しなかった。1954年に最初のチフス感染が起こり、衛生局が検査したところ、全部で13の井戸のうち12の井戸で飲み水としての使用が止められた。やがて私設の水供給業者の水によっても病気が発生し早急な対応が求められた。この年に上水道施設の建設計画が策定され、1958年までに配水管が敷設されて屋内配管と結ばれた。必要な水圧を得るために水道塔の高さは44mあり、他の市町村のような高架式水槽型のタンクは設けられていない。ニーデルンベルクの水道塔は直径10m、容積25万リットルの防水スチール槽が2本あり、水槽内の気圧は3.5気圧に設定されている。水道塔の茶色、黄色、灰色で塗装は1982年の改修時になされた。これ以後水道塔の外観はモバイル通信用アンテナが取りつけられたこと以外変わっていない。

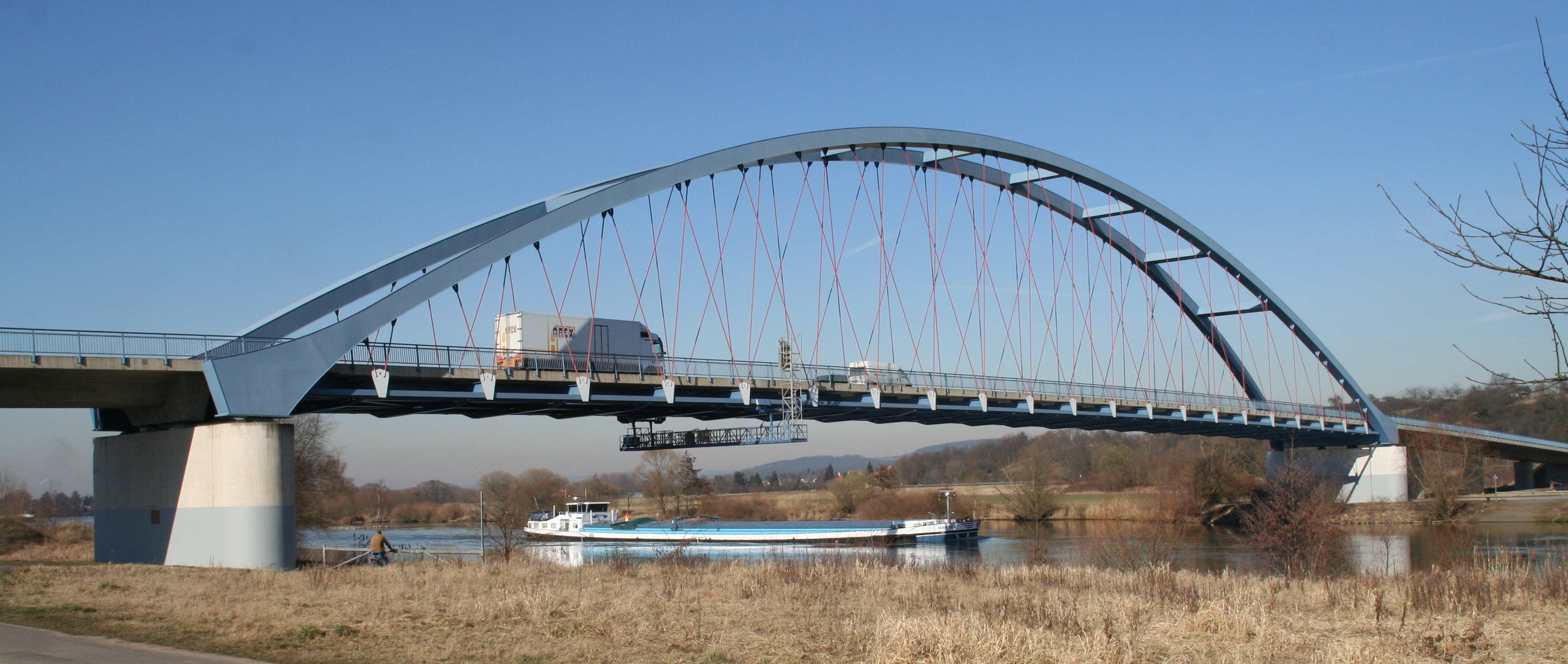
マイン川に架かるニーデルンベルク＝ズルツバッハ橋

2001年にニーデルンベルク町内のマイン川上に道路橋が架けられた。この橋は支持部の間が150mあり、通常は垂直であるハンガーロープが斜めに交差する形で架けられた、ドイツでも珍しい構造の橋である。

### サークル
ニーデルンベルクは人口に比して多くのクラブ、サークルや協会がある。
スポーツの分野では、たとえば、伝統的なスポーツフィッシング・クラブ、自転車ポロ・クラブ、伝書鳩クラブ「ライゼルスト」、体操クラブ、DJKスポーツ連盟（カトリック系のスポーツ連盟）、クラフトスポーツクラブ「ゲルマニア」、ヨット・サーフィン・クラブなどがある。サッカークラブのシュピールフェライニグング・ニーデルンベルクには、障害者チームもある。また、テニスクラブ、ボウリングクラブやテーブル・フットボールのクラブもある。
ニーデルンベルクには、バイエルン赤十字 (BRK)、ドイツ・カトリック青年同盟 (BDKJ)、ドイツ聖ゲオルク・ボーイスカウト団 (DPSG) の地方支部があり、1855年にはすでにその前身が存在した自衛消防団やカトリック青年団がある。
歴史クラブは、その多面的な活動で、ニーデルンベルクで重要な地位を占めている。カーニバル・サークル「NCVニーデルンベルクe.V.」は地域を越えて広く知られている。

### 年中行事
- 3月: シュタルクビール祭
- 6月: サッカー町対抗チャンピオン大会、フェスト・ウンター・デン・リンデン
- 9月: 教会開基祭に合わせて行われる村祭り、「ウンターフランケンの最も長いビアホール」が開催される
- ワイン祭は何度も行われる。

### 食事
ニーデルンベルクには、国際的な食事から地方色豊かな食事までたくさんの食堂・レストランが存在する。地域を越えて特に有名なのは、町役場のすぐ隣にあるレストラン「ブレヒェルネ・カッツ（ブリキのネコ）」、この店からも遠くないワイン軽食店「ツム・ヴァグナー（ワグナー亭）」、静かな環境にあり宿泊施設もある「ゼーホテル」などである。
現存する最も古い食堂は、1875年に酒類小売り免許を取得した「ツア・ゲミュートリッヒカイト（くつろぎ亭）」と1867年にはすでに渡し守や船員達に飲み物を提供しており1896年に公式に営業を開始した「マインアウスジヒト（マインの眺め）」（かつては「マインルスト（マイン気質）」という名前であった）である。

### 湖沼地域
ニーデルンベルクの砂利採掘場は「ニーデルンベルガー・ゼープラッテ」となった。この土地は大小多くの湖沼で構成され、ニーデルンベルクの南部に位置している。ゼープラッテは長い間ニーデルンベルクの厄介な問題となっていた。夏になると郡内全域から数千人の人々がこの地の湖を非公認の水浴場として利用しに訪れるようになった。そうした人達が路上駐車することで郡道 MIL38号線が交通マヒするようになったのである。また、無許可のグループがひどい汚染を引き起こす事態が湖畔の広い範囲で起こった。
2004年、公営水浴場の建設が決議された。この水浴場は2005年のシーズンに完成し、その状況改善効果は明らかであった。町はゼープラッテの観光資源としての潜在能力を評価し、将来的にはこの分野でより一層の開発を行うつもりである。その第一歩として湖畔にホテル（ゼーホテル）を設けた。ただし現在はまだビジネス客が主な客層である。2006年10月18日に町議会はゼーホテルの拡張を許可した。

### その他

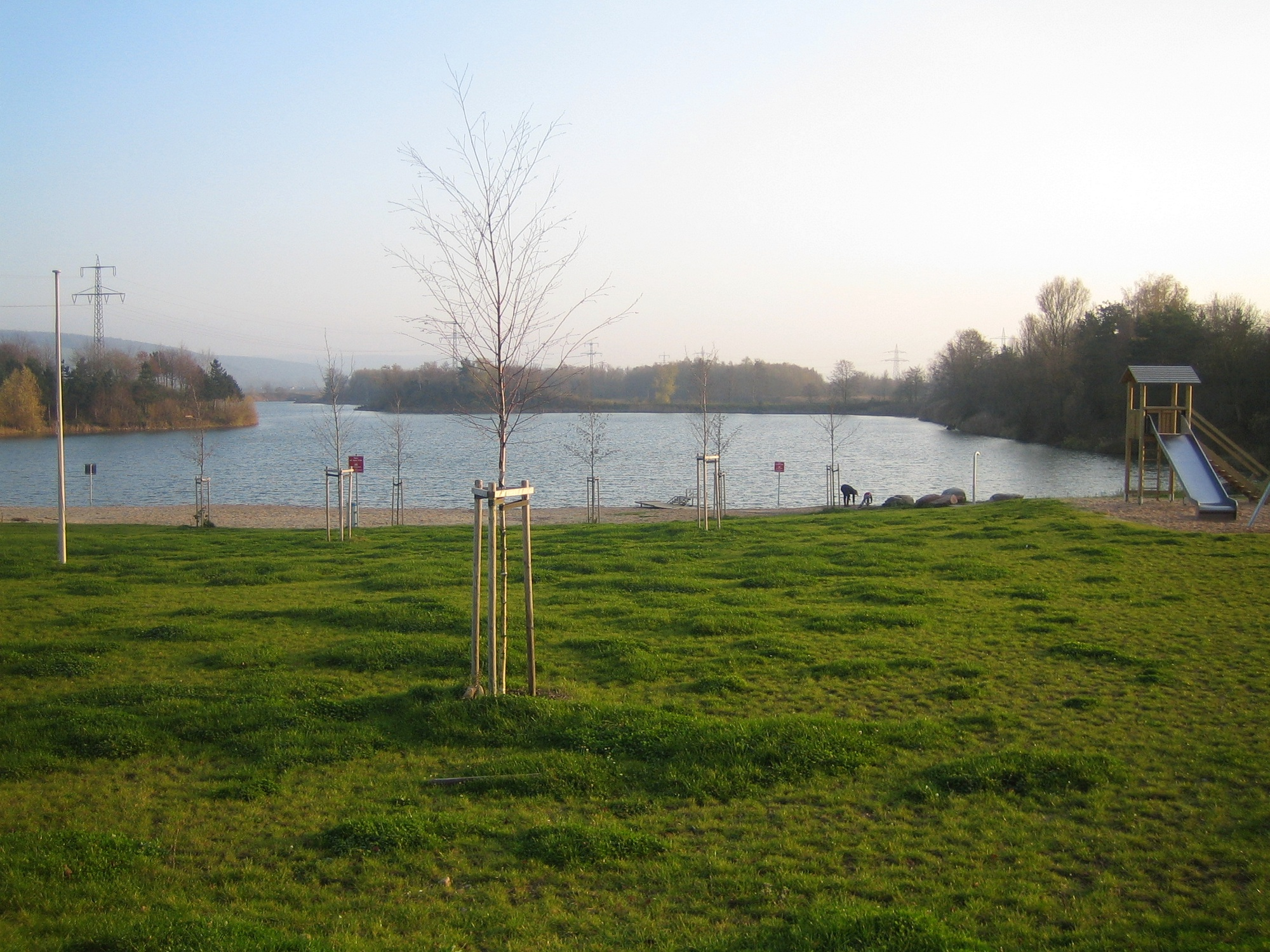
ホーニッシュビーチ

- 広大な保養地域: グリル広場のある森周辺地域
- 標識の整備された遊歩道
- レクリエーション施設「ホーニッシュビーチ」: かつて「サーフゼー」と呼ばれていた湖畔にあり、水浴場やダイビング教室がある。
- 全行程に標識が整備されたサイクリングロード
- BMX場、サッカーグランド、スケート場

## 経済と社会資本
バイエリシェ・ウンターマインは、ライン＝マイン大都市圏の辺縁部に位置しており、構造的にこの大都市圏を指向する傾向が強い。連邦道B469号線とアウトバーンA3号線によるアクセスが容易であることが、工業および手工業者がこの町に進出することを助長している。

### 交通

#### 道路
ニーデルンベルクは車での便がよい場所にある。連邦道B469号線経由でアウトバーンA3号線およびA45号線に接続できる。ニーデルンベルクの道路網の総延長は32kmである。

#### 公共近郊交通
大きな鉄道駅は15km離れたアシャッフェンブルクにある。バス路線の60系統（オーベルンブルク・アム・マイン、グロースヴァルシュタット、ニルクハイム、アシャッフェンブルク）および56系統（ズルツバッハ、グロースオストハイム）がニーデルンベルクを経由している。この路線バスは、ウィークデーは1時間毎、週末には2時間毎に運行している。

#### 港
ニーデルンベルクは水路からも到達可能である。最寄りの大きな港はアシャッフェンブルクのフロース港（スポーツボートやプライベートヨットなど）である。この他に工業港のアシャッフェンブルク港がある。この港はウンターフランケン地方最大の港である。

#### 空港
この町からあまり遠くない場所にフランクフルト空港とアシャッフェンブルク飛行場がある。この他に隣町のオーベルナウ（アシャッフェンブルクの市区）にグライダー用飛行場アルテンバッハがある。

### 地元企業
ニーデルンベルク最大の雇用主は、1974年からある、従業員約160人を擁するABI社である。この会社は地下工事の分野では主要な企業の一つに数えられている。この他に、グリース・デコ・カンパニー（ダス・デポット）はこの町に本社と営業所を置いている（ギフト用品と装飾品）。
また、近年「フリューゲル・ツェントルム」周辺に多くの企業が進出している。その中には、ノルマやレーヴェといったスーパーマーケットや s.オリヴァーのアウトレットショップなどがある。

### 公共施設

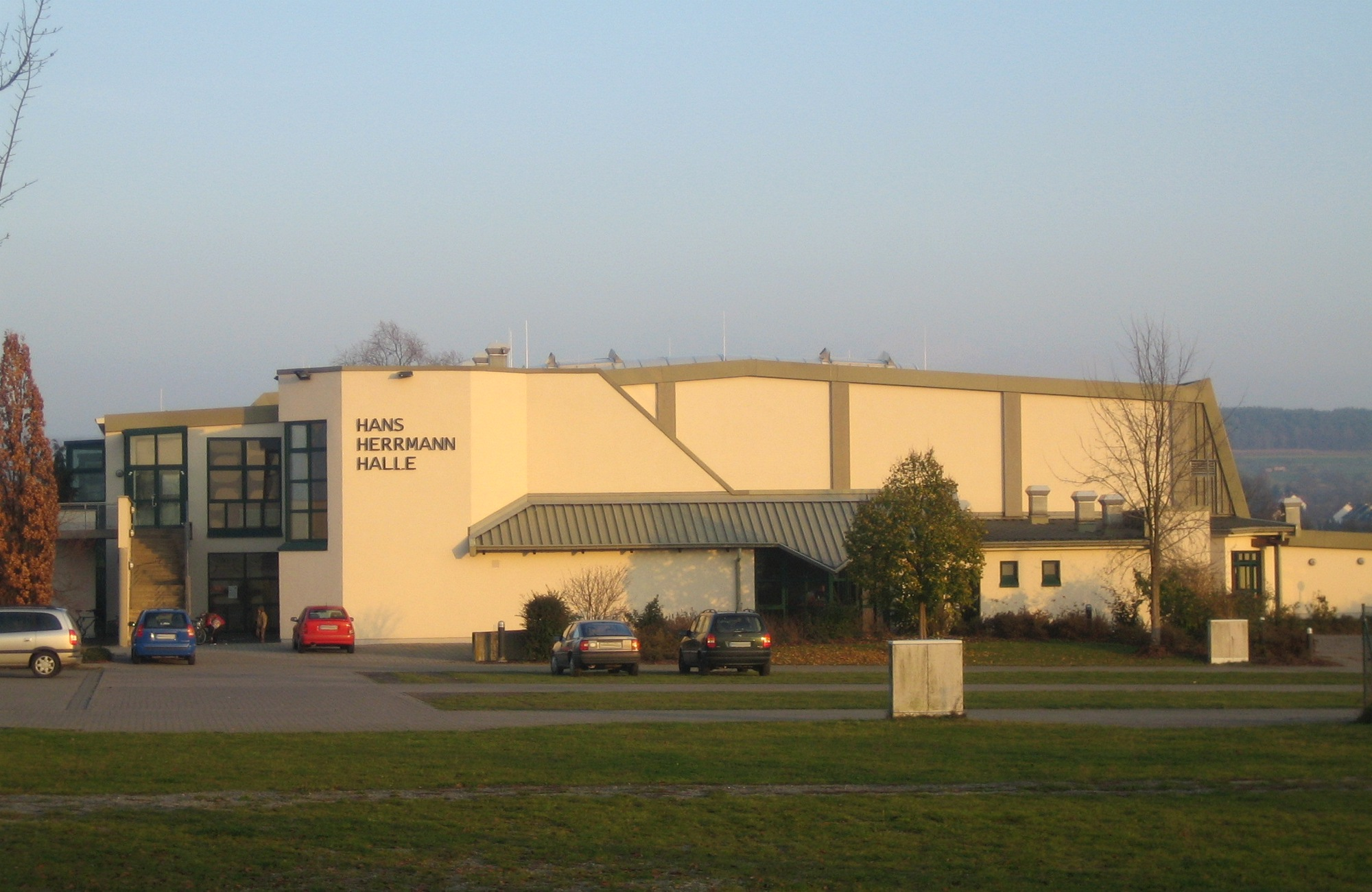
ハンス・ヘルマン・ハレ

- カトリックの公共図書館
- 多目的ホール「ハンス・ヘルマン・ハレ」

## ニックネーム
ニーデルンベルクのあだ名が「ホーニッシュ」であることは広く知られている。これは助動詞の「haben」を発音する時の訛りに由来する。特に高齢の地元の人は「habe ich」を「hohn isch」（ホーン・イッシュ）と発音することから、このあだ名が生まれたのである。

## 人物

### ゆかりの人物
- ダーフィト・シュナーベル（1984年 - ）サイクルフィギュアの世界チャンピオンを2回獲得した。

## 引用
1. ↑  https://www.statistikdaten.bayern.de/genesis/online?operation=result&code=12411-003r&leerzeilen=false&language=de Genesis-Online-Datenbank des Bayerischen Landesamtes für Statistik Tabelle 12411-003r Fortschreibung des Bevölkerungsstandes: Gemeinden, Stichtag (Einwohnerzahlen auf Grundlage des Zensus 2011)
2. ↑  Bayerische Landesbibliothek Online
3. ↑  Alexander Schöppner: Bayrische Sagen. Weltbild Augsburg, 1995.